# Ilha Brock
A Ilha Brock é uma ilha desabitada pertencente às Ilhas da Rainha Isabel, no Arquipélago Ártico Canadiano, nos Territórios do Noroeste, Canadá. O primeiro europeu a vê-la foi Vilhjalmur Stefansson em 1915 e mais tarde a ilha recebeu o nome de Reginald W. Brock, Reitor de Ciências Aplicadas da Universidade da Colúmbia Britânica.